# Sorbus ferruginea
Sorbus ferruginea là loài thực vật có hoa trong họ Hoa hồng. Loài này được (Wenz.) Rehder miêu tả khoa học đầu tiên năm 1915.